# Myrmarachne tristis
Myrmarachne tristis  (лат.) — вид аранеоморфных пауков из подсемейства Myrmarachninae семейства пауков-скакунов (Salticidae). Африка (Египет, Ливия, Судан, Эфиопия) и Азия (Индия, Йемен, ОАЭ). Длина около 4—6 мм. Глаза 2-го ряда расположены примерно посередине между 1-м и 3-м глазными рядами. Брюшко оливкового цвета с тёмной полосой в задней половине. От близких видов Myrmarachne marshalli и Myrmarachne legon отличается двумя трихоботриями в среднедорсальной области около глаз. В Йемене отмечен на акациях.